# 유강 (제남안왕)
제남안왕 유강(濟南安王 劉康, ? ~ 97년)은 후한 전기의 황족으로, 광무제의 아들이다.

## 생애
건무 15년(39년) 제남공에 봉해졌고, 2년 후 왕으로 승격되었다. 건무 28년(52년)에 봉국으로 부임하였다. 건무 30년(54년)에는 평원의 축아(祝阿)·안덕(安德)·조양(朝陽)·평창(平昌)·탑음(隰陰) 중구(重丘) 6개현을 넘겨받았고, 중원 2년(57년)에는 아들 유덕(劉德)이 동무성후(東武城侯)에 봉해졌다.
유강은 봉국에서 법도를 지키지 않고 빈객들과 교류하였다. 나중에 어떤 사람이 유강이 안충(顔忠)·유자산(劉子産) 등 간교한 자들을 불러모아 재화를 선물하고 참람된 짓을 하였다고 고변하였고, 조정에서 사건을 수사하게 되었다. 명제는 차마 황실의 종친을 벌할 수가 없어서 축아·습음·동조양(東朝陽)·안덕·서평창(西平昌) 5개현을 깎았는데, 뒤를 이은 장제가 이마저도 되돌려 주었다.
유강은 재산을 불리는 데 힘써 궁실을 크게 지었고, 노비 1,400명·말 1,200필·밭 800경(頃)을 소유하였다. 사람됨이 탐욕스럽고 사치하여 행동에 절도가 없으니, 제남나라의 부(傅) 하창이 이를 간하였다. 유강은 평소 하창을 존경하여 그를 미워하지 않았으나, 끝내 행실을 고치지 않았다.
영원 9년(97년)에 죽어 시호를 안이라 하였고, 아들 유조가 작위를 이었다.

## 출전
- 범엽, 《후한서》 권4 효화효상제기·권42 광무십왕열전

## 가계
- 광무제 유수 (아버지)
  - 제남안왕 유강
    - 동무성후 유덕(東武城侯 劉德) (아들)
    - 제남간왕 유조 (아들)
    - 유독(劉篤) (아들)
    - 아들 7명

| 선대 (첫 봉건) | 후한의 제남공 39년 4월 정사일 - 41년 10월 신사일 | 후대 (왕으로 승격) |

| 선대 (공에서 승격) | 후한의 제남왕 41년 10월 신사일 - 97년 3월 계사일 | 후임 아들 제남간왕 유조 |